# Pedrie Wannenburg
Pedrie Johannes Wannenburg (Nelspruit, 2 gennaio 1981 – Houston, 22 aprile 2022) è stato un rugbista a 15 sudafricano, che ha giocato come terza linea ala.

## Biografia

### Carriera
Nato a Nelspruit, Wannenburg ha iniziato a giocare al rugby a 15, facendo il suo debutto nel 2001 nella squadra provinciale dei Blue Bulls contro i Golden Lions. Un anno dopo iniziò a giocare nel Super Rugby contro gli ACT Brumbies. Wannenburg è stato il primo giocatore a giocare 100 partite con i Blue Bulls e anche 99 partite consecutive con i Bulls. Ha vinto tre titoli di Super Rugby con i Bulls nel 2007, 2009 e 2010, oltre a cinque Currie Cup, ed è diventato il loro giocatore con più presenze, per un totale di 114 presenze nel Super Rugby.
Nel giugno 2010 ha deciso di affrontare una nuova sfida con l'Ulster in Irlanda, gareggiando nella Heineken Cup e nella Pro12. Ha giocato nella finale della Heineken Cup 2012 dell'Ulster sconfitta contro il Leinster. Ha lasciato l'Ulster alla fine della stagione 2011-2012 e ha firmato un contratto biennale con la squadra francese Castres Olympique.
Nel novembre 2002, Wannenburg ha fatto la sua prima apparizione in prova per gli Springboks contro la nazionale francese. Ha mancato di poco la selezione per la squadra vittoriosa del Sudafrica per la Coppa del Mondo di rugby 2007.

### Morte
Morì il 22 aprile 2022 in un incidente stradale mentre si trovava in macchina con la sua famiglia per le strade di Houston, nel Texas, quando il veicolo fu colpito in pieno da un altro mezzo guidato da un sedicenne che cercava di eludere un blocco di polizia. La moglie e la figlia ne uscirono illese, mentre il figlio riportò ferite mortali.

## Vita privata
Di religione cristiana, è stato sposato con la modella Evette Wessels, dalla quale ha avuto due figli: Isabelle (2011) e François (2013).